# BeatrIX
BeatrIX este o distribuție compactă de Linux originară din Cehia, bazată pe Debian.